# Solirubrobacter pauli
Solirubrobacter pauli es una especie de  bacteria grampositiva del género Solirubrobacter. Fue descrita en el año 2003, es la especie tipo. Su etimología hace referencia al microbiólogo Eldor A. Paul. Es aerobia e inmóvil. Tiene un tamaño de 0,7 μm de ancho por 1,4 μm de largo. Crece formando cadenas largas. Catalasa positiva y oxidasa negativa. Forma colonias redondas, convexas y de color rosa. Temperatura de crecimiento entre 19-38 °C, óptima de 28-30 °C. Tiene un contenido de G+C de 71,8%. Se ha aislado de suelo agrícola en Estados Unidos. 